# Elliott Barnes
Pour les articles homonymes, voir Barnes.
Elliott Barnes est un architecte et designer américain naturalisé français, né le 8 novembre 1960 à Los Angeles.

## Biographie
Après l’obtention de son master en architecture et urbanisme à l’Université Cornell, il commence sa carrière aux côtés de l’architecte canadien Arthur Erickson, auprès duquel il travaille entre 1984 et 1987. Il rencontre ensuite la designer Andrée Putman à Los Angeles puis déménage à Paris en 1987 pour collaborer avec elle. Il devient directeur de son agence en 1997.
De 1993 à 1995, il enseigne à l’École nationale supérieure des arts décoratifs (ENSAD) à Paris. En 2004, il crée son agence parisienne de design et d’architecture intérieure, Elliott Barnes Interiors.

## Réalisations

### Architecture d'intérieur
En 2024, son agence signe la conception du centre de visite et d'accueil de la maison de Champagne familiale Billecart-Salmon à Mareuil-sur-Aÿ. La salle de dégustation, de forme ovale, s’inspire des étiquettes des cuvées millésimées de la maison, tandis que les murs en chêne strié évoquent une vue aérienne des vignobles, en hommage à son ancien directeur Charles Roland-Billecart, également aviateur. L’héritage familial est mis en avant à travers la dénomination des salons et l’utilisation de matériaux spécifiques, comme des feuilles du châtaignier bicentenaire de la maison pour la fabrication de paravents.
Il réalise en 2022 l’Hôtel de Montesquieu, situé dans le 8e arrondissement de Paris. L’architecture intérieure s’inspire du roman Lettres persanes de Montesquieu, du Siècle des Lumières et de la Route de la soie, combinant des éléments de mobilier et de décoration empruntés à l’Orient, à l’Extrême-Orient et au style parisien,.
À Paris, il conçoit le showroom de la marque hongkongaise de tapis Tai Ping, en 2021. L’espace, pensé comme une galerie d’art où les tapis sont présentés comme des toiles, est conçu pour mettre en valeur les créations de la marque grâce à une lumière abondante entrant par de grandes vitrines donnant sur la Place des Victoires.
En collaboration avec le chef étoilé Daniel Rose, Elliott Barnes repense l’intérieur du restaurant Chez la Vieille en 2016.
En 2000, il participe à la conception de l’hôtel Ritz-Carlton Wolfsburg en Allemagne aux côtés d’Andrée Putman, puis réalise sa rénovation avec son agence Elliott Barnes Interiors, en 2013, pour le groupe Volkswagen. Le design intérieur reprend des éléments inspirés du monde de l’automobile et de la mécanique, en référence au groupe propriétaire,.
En 2010, Elliott Barnes conçoit les intérieurs des salons de réception de la maison de Champagne Ruinart (LVMH), à Reims. Il y intègre des matériaux issus de l’univers du champagne, comme la pierre issue des crayères de Ruinart, le liège des bouchons, le bois des fûts et le verre des bouteilles, notamment pour la réalisation d’un sol en terrazzo. Il crée également un revêtement mural nommé Winepaper, fabriqué à partir de peaux de raisins cultivés par la maison Ruinart.

### Mobilier et objets
Elliott Barnes conçoit le banc Endless Summer II, évoquant les vagues de l’océan à travers des ondulations de cuir. Il est fabriqué en synderme, un matériau composé de chutes de cuir mélangées à des fibres de papier. En 2024, le banc est sélectionné pour intégrer les collections du Mobilier national dans le cadre de sa campagne d’acquisition.
En 2023, il conçoit une collection d’objets en argent dédiée au champagne en collaboration avec la maison d’orfèvrerie Christofle. Baptisée Dellipse, la collection comprend un seau, une vasque et un sabre à champagne. Le design s’inspire de la lettre « C », en référence à Christofle et au champagne. En 2024, le seau est exposé au Musée des Arts décoratifs à Paris dans le cadre de l’exposition Christofle, une brillante histoire.
Il crée une collection de tapis nommée Overview avec Tai Ping en 2022, inspirée de sa ville d’origine, Los Angeles. Les pièces de la collection portent le nom de rues ou quartiers de la ville et évoquent ses paysages urbains.
En 2020, Elliott Barnes crée une collection de luminaires en collaboration avec le bronzier Tisserant Art & Style, intitulée Iqanda, qui signifie « œuf » en xhosa, une langue d’Afrique du Sud. Ces luminaires sont fabriqués à partir de coquilles d’œufs d’autruche, dont la diversité de tailles et de formes confère à chaque pièce un caractère unique. Chaque luminaire est accompagné d’un NFT, mettant en avant son unicité.
Elliott Barnes signe la collection de luminaires Poinciana avec la maison Delisle en 2019, composée de pièces en albâtre, en bronze et en cuir.

## The Barnes Contemporary
En 2013, Elliott Barnes crée la fondation artistique The Barnes Contemporary, dont l’objectif est d’effacer la catégorisation raciale dans l’art. La fondation met en avant le travail d’artistes noirs sélectionnés par l’architecte, qu’il commissionne pour réaliser des portraits des membres de sa famille. La collection comprend aujourd’hui une quarantaine d’œuvres, incluant les travaux de Kenturah Davis, Yoyo Lander et Noah Davis.

## Expositions
- Le Salon de Compagnie, AD Intérieurs : Métamorphose, Enclos des Bernardins, Paris (2013)[23].
- Transpositions, Musée Carnavalet, Paris (2014)[24].
- Le Salon d'un collectionneur de monnaie, AD Intérieurs : L'Art de la Matière, Hôtel de la Monnaie, Paris (2017)[25].
- Mood of the Moment: Gaby Aghion and the House of Chloé, Jewish Museum, New York (2023)[26].
- Christofle, une brillante histoire, Musée des Arts Décoratifs, Paris (2024)[18].